# Coral Springs
Coral Springs é uma cidade localizada no estado americano da Flórida, no condado de Broward. Foi incorporada em 10 de julho de 1963.

## Geografia
De acordo com o United States Census Bureau, a cidade tem uma área de 62,1 km², onde 61,6 km² estão cobertos por terra e 0,5 km² por água.

## Demografia
Segundo o censo nacional de 2010, a sua população é de 121 096 habitantes e sua densidade populacional é de 1 965,34 hab/km². Possui 45 433 residências, que resulta em uma densidade de 737,36 residências/km².

## Geminações
- Paraíso, Cartago, Costa Rica[4]